# Vini Reilly
Vini Reilly (ur. 4 sierpnia 1953) – brytyjski muzyk, najlepiej znany z występów z zespołem The Durutti Column.

## Niektóre utwory Viniego Reilly'ego
- The Durutti Column - Estoril A Noite („Amigos Em Portugal”, 1983)
- Ed Banger & The Nosebleeds - Ain't Bin To No Music School („Ain't Bin To No Music School/Fascist Pigs”, 1977)
- The Durutti Column - Dance II („Circuses and Bread”, 1986)
- The Durutti Column - Woman („Someone Else’s Party”, 2003)
- Morrissey - Late Night, Maudlin Street („Viva Hate”, 1988)
- The Durutti Column - Without Mercy pt 1 („Without Mercy”, 1984)
- The Durutti Column - E.E. („Say What You Mean, Mean What You Say” [EP], 1985)
- The Durutti Column - Blind Elevator Girl - Osaka („Circuses and Bread, 1986)[1].